# Krzyżak zielony
Krzyżak zielony (Araniella cucurbitina) – pająk z rodzaju Araniella, należący do rodziny krzyżakowatych.

## Taksonomia
Gatunek został po raz pierwszy opisany przez szwedzkiego entomologa i arachnologa Carla Alexandra Clercka (1709-1765) w 1757 r. jako Araneus cucurbitinus, a w 1942 r. zmieniony przez Chamberlina i Ivie pod nazwą Araniella cucurbitina.

## Występowanie
Gatunek ten występuje w Palearktyce. Jest szeroko rozpowszechniony w północno-zachodniej i środkowej Europie,  w Turcji oraz w Azji Środkowej po Chiny i Koreę.. Można go także spotkać w niektórych częściach Ameryki Północnej, gdzie prawdopodobnie został wprowadzony.

## Siedlisko
Pająki te występują głównie na polanach leśnych, w lasach, krzakach, zaroślach i żywopłotach oraz w niskiej roślinności, gdzie budują pajęczyny na liściach i kwiatach krzaków lub trawy. Pajęczyny mają około 10 cm średnicy.
Ten pająk nie korzysta z kryjówek, ponieważ jest zakamuflowany przez swój zielony kolor. Dorosłe pająki przybierają zielony kolor na wiosnę. Świeżo wyklute młode są czerwone i brązowe. Oznaką osiągnięcia dorosłego wieku jest zmiana koloru odwłoka z czerwonego na zielony.

## Opis
Samice Araniella cucurbitina są większe od samców. Ponadto samiec jest na ogół znacznie szczuplejszy i ma bardziej rozwinięte kończyny (dymorfizm płciowy). W rzeczywistości samice dorastają do 4,5–9,5 mm, podczas gdy samce tylko do 3,5–4,5 mm.  Dorosłe pająki wiosną mają podstawowy zielony kolor. Głowotułów (prosoma) jest jasnożółty do czerwonobrązowego, ale odwłok (opistosoma) jest zdecydowanie zielony lub żółtozielony, z czterema parami czarnych plamek po bokach. Nogi są żółtawo-zielone lub żółto-czerwono-brązowe. Na dolnym końcu brzucha znajduje się czerwony znak. Na końcach pedipalp u samców znajdują się narządy kopulacyjne, zwane opuszkami palpalnymi, podobne do ampułek, które służą do przenoszenia nasienia do samicy. Świeżo wyklute pająki są czerwone, a jesienią zmieniają kolor na brązowy. 
Araniella opisthographa to prawie identyczny pająk, którego można odróżnić od A. cucurbitina jedynie na podstawie badań mikroskopowych.